# Morum
Morum  (com sua denominação, retirada do latim, significando "amora") é um gênero de geralmente pequenos moluscos gastrópodes marinhos, predadores de crustáceos em bentos arenosos, pertencente à subclasse Caenogastropoda e ordem Neogastropoda, anteriormente colocado na família Cassidae e realocado, no final do século XX (em 1986, por Hughes; em exame anatômico sobre Morum tuberculosum), para a família Harpidae. Foi classificado por Peter Friedrich Röding, em 1798. As suas conchas possuem abertura estreita e longa, equivalente ao comprimento de sua volta corporal; com lábio externo espessado e denticulado em sua superfície interna. Conchas geralmente subcilíndricas e menores que os 6 centímetros de comprimento (com exceção de Morum grande, do Japão ao nordeste da Austrália, a maior espécie do gênero, que pode chegar a 7.5 centímetros), com superfície geralmente dotada de nódulos ou reticulada; além de ter um canal sifonal curto e columela sem pregas, mas com verrucosidades, em diversas espécies. Sua distribuição geográfica é em clima tropical e subtropical do Indo-Pacífico ao oeste do Atlântico, um habitat rico em espécies; todas elas cobiçadas para o colecionismo.

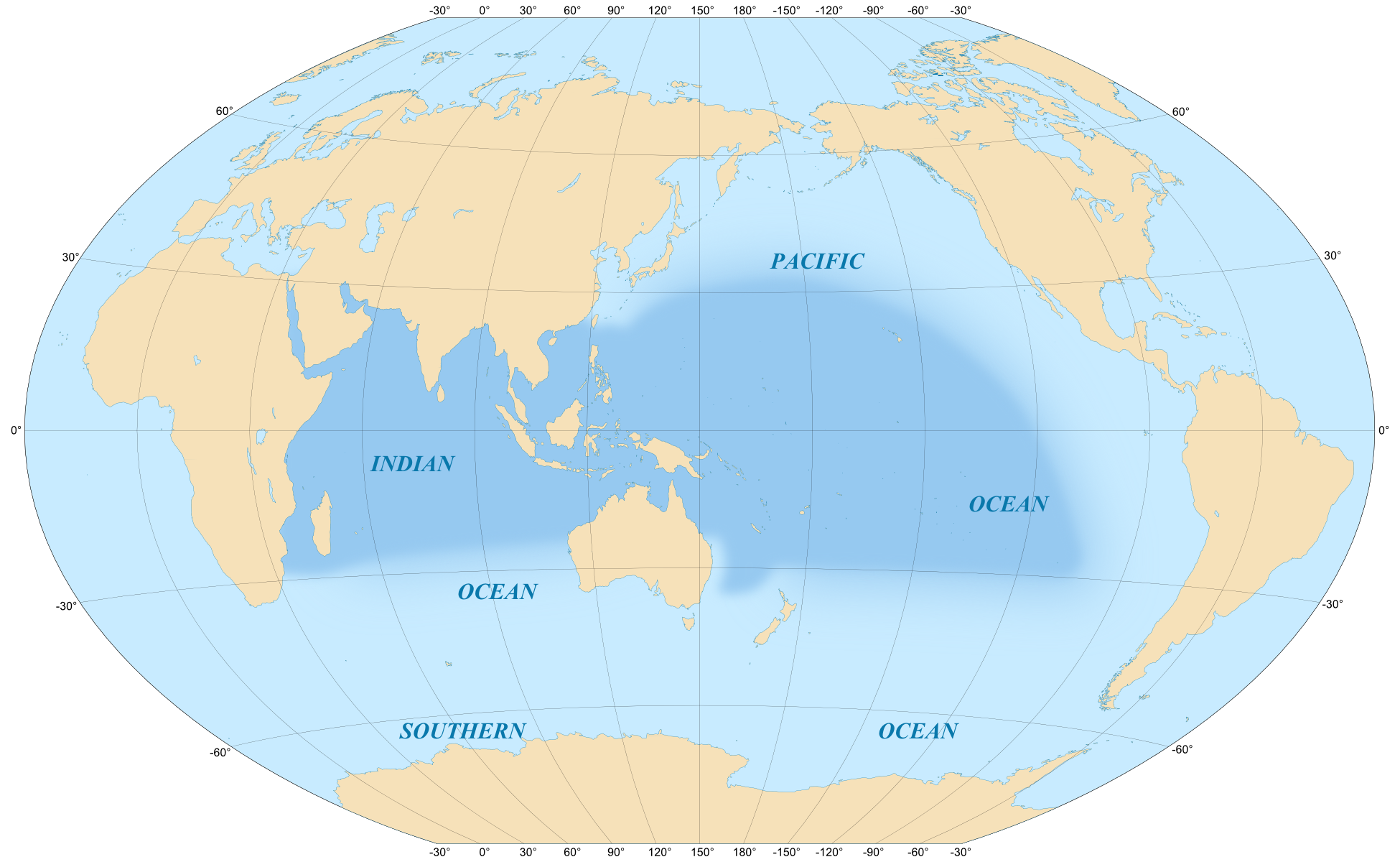
A região tropical do Indo-Pacífico é o habitat de algumas das diversas, e quase sempre pequenas, espécies do gênero Morum...
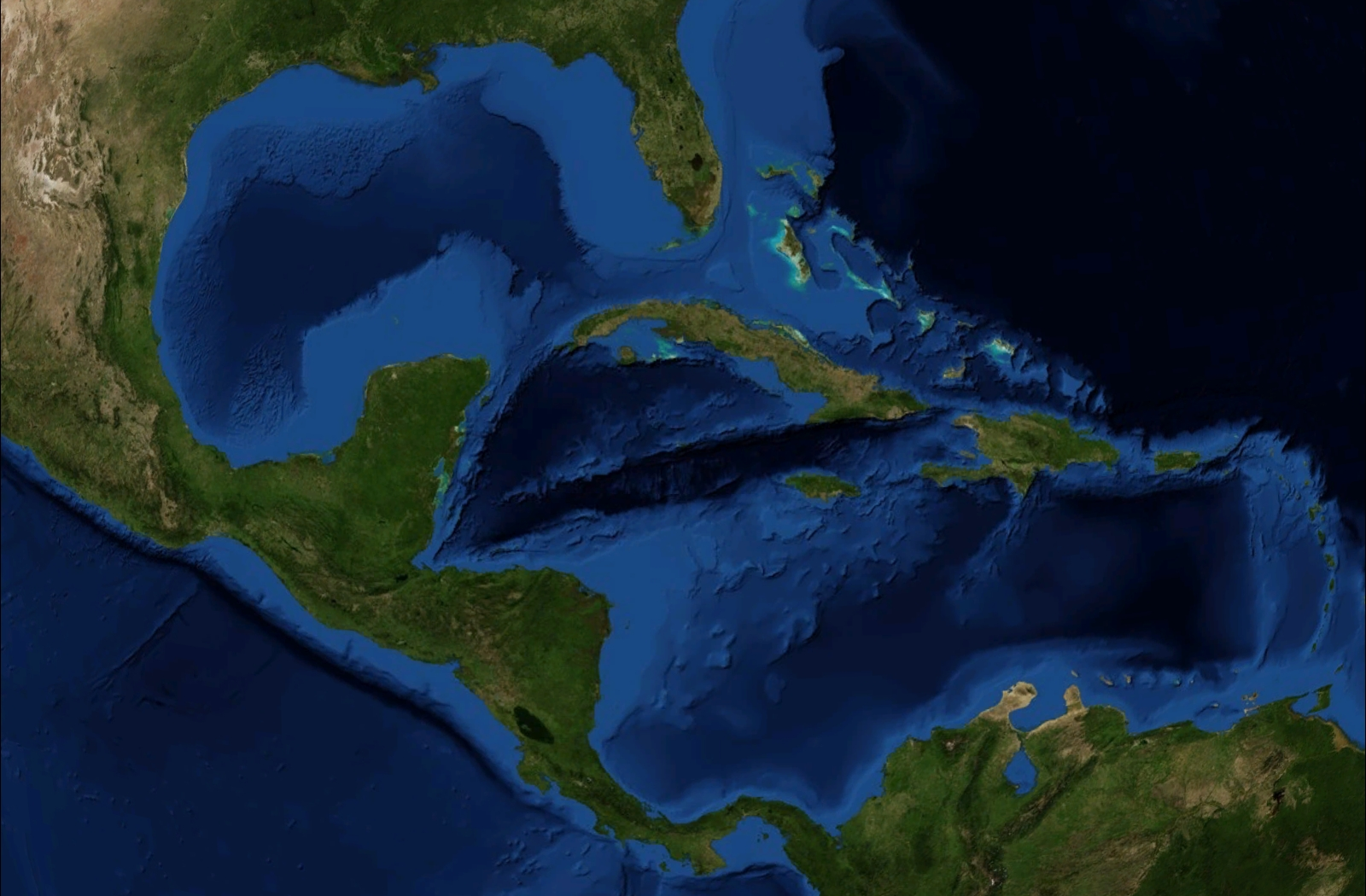
...assim como também são encontradas no oeste do Atlântico, como o golfo do México e mar do Caribe (imagem), até a costa do Brasil..

## Espécie-tipo
A sua espécie-tipo, Morum oniscus, fora classificada por Carolus Linnaeus, em sua obra Systema Naturae, no ano de 1767, com a denominação Strombus oniscus; também denominada Cypraea conoidea, por Giovanni Antonio Scopoli, em 1786.

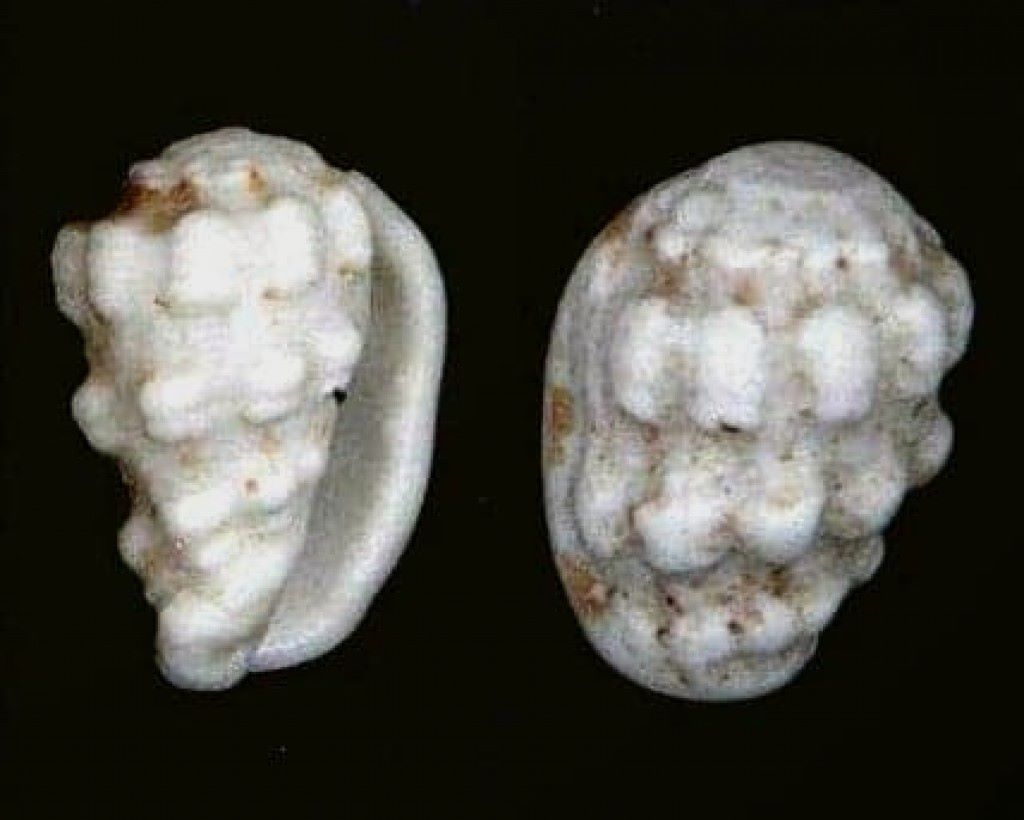
Uma vista inferior (esquerda) e superior (direita) de duas conchas do molusco Harpidae Morum oniscus (Linnaeus, 1767), a espécie-tipo do gênero Morum.[3][9] Espécimes da coleção do Museu de História Natural de Leiden.

## Espécies deMorum

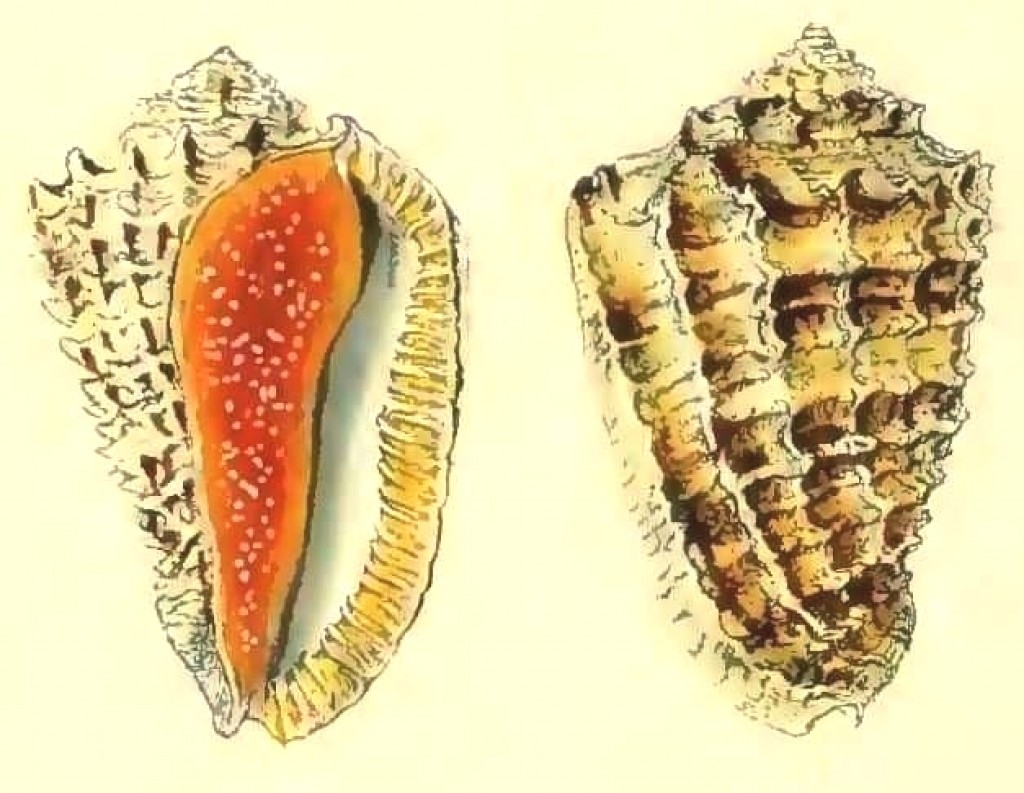
Ilustração com a vista inferior (esquerda) e superior (direita) da concha do molusco Harpidae Morum dennisoni (Reeve, 1842), encontrada no mar do Caribe; uma espécie cuja columela tem coloração laranja com pequenos nódulos brancos. Retirada de Conchologia Systematica, Pl. 253, figs. 5-6.

Morum alfi Thach, 2018
Morum amabile Shikama, 1973
Morum bayeri Petuch, 2001
Morum berschaueri Petuch & R. F. Myers, 2015
Morum bruuni (Powell, 1958)
Morum cancellatum (G. B. Sowerby I, 1825)
Morum clatratum Bouchet, 2002
Morum concilium D. Monsecour, K. Monsecour & Lorenz, 2018
Morum damasoi Petuch & Berschauer, 2020
Morum dennisoni (Reeve, 1842)
Morum exquisitum (A. Adams & Reeve, 1848)
Morum fatimae Poppe & Brulet, 1999
Morum grande (A. Adams, 1855)
Morum inerme Lorenz, 2014
Morum janae D. Monsecour & Lorenz, 2011
Morum joelgreenei Emerson, 1981
Morum kreipli Thach, 2018
Morum kurzi Petuch, 1979
Morum lathraeum D. Monsecour, Lorenz & K. Monsecour, 2019
Morum lindae Petuch, 1987
Morum lorenzi D. Monsecour, 2011
Morum macandrewi (G. B. Sowerby III, 1889)
Morum macdonaldi Emerson, 1981
Morum mariaodeteae Petuch & Berschauer, 2020
Morum matthewsi Emerson, 1967
Morum ninomiyai Emerson, 1986
Morum oniscus (Linnaeus, 1767) - Espécie-tipo
Morum petestimpsoni Thach, 2017
Morum ponderosum (Hanley, 1858)
Morum praeclarum Melvill, 1919
Morum purpureum Röding, 1798
Morum roseum Bouchet, 2002
Morum strombiforme (Reeve, 1842)
Morum teramachii Kuroda & Habe, 1961
Morum tuberculosum (Reeve, 1842)
Morum uchiyamai Kuroda & Habe, 1961
Morum veleroae Emerson, 1968
Morum vicdani Emerson, 1995
Morum watanabei Kosuge, 1981
Morum watsoni Dance & Emerson, 1967
- Ilustração com a vista inferior (esquerda) e superior (direita) da concha do molusco Harpidae Morum dennisoni (Reeve, 1842), encontrada no mar do Caribe; uma espécie cuja columela tem coloração laranja com pequenos nódulos brancos.[16][18] Retirada de Conchologia Systematica, Pl. 253, figs. 5-6.